# Réserve naturelle nationale de Saint-Nicolas des Glénan
La réserve naturelle nationale de Saint-Nicolas des Glénan (RNN10) est une réserve naturelle nationale de France située en Bretagne sur la commune de Fouesnant dans le département du Finistère. Elle a été créée par un arrêté ministériel en 1974 pour protéger le narcisse des Glénan dans un enclos de 1,53 ha.

## Localisation et superficie

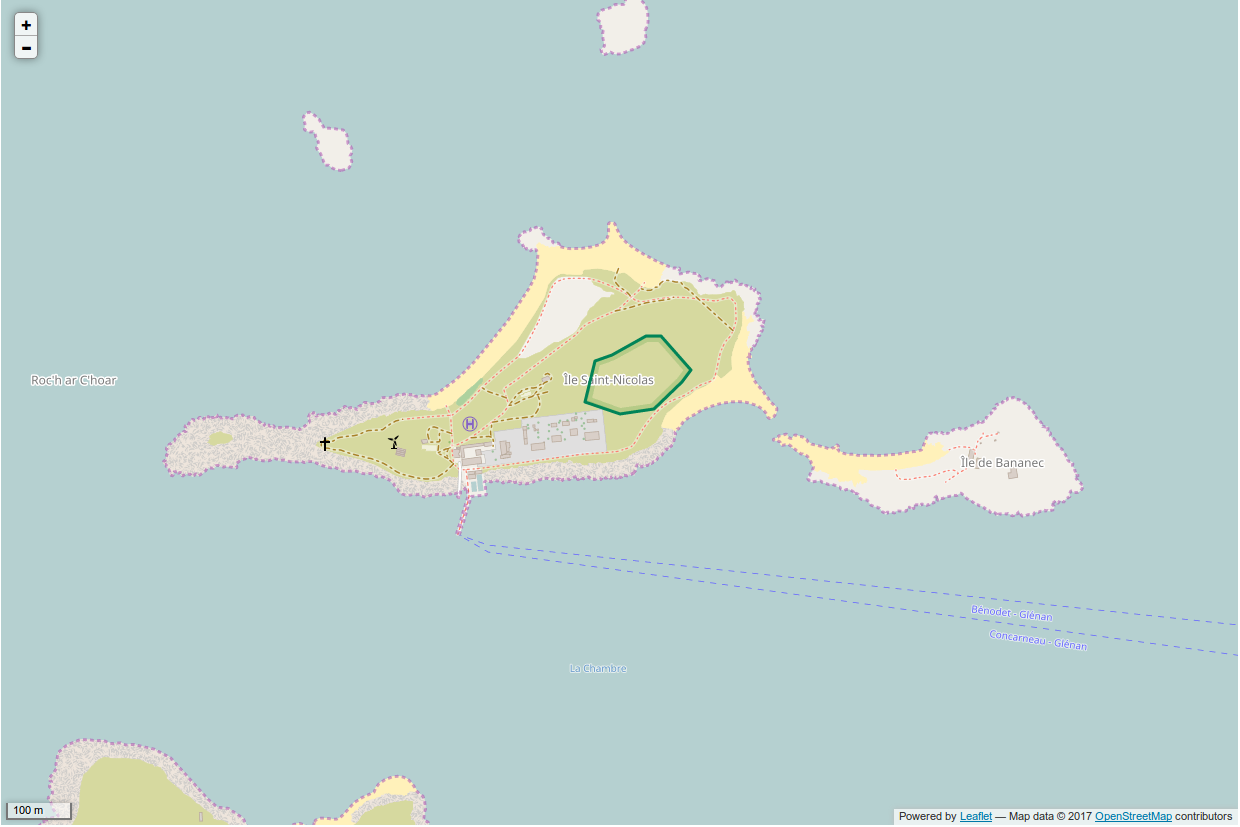
Périmètre de la réserve naturelle.

La réserve naturelle se situe sur l'île Saint-Nicolas de l'Archipel des Glénan. Elle est constituée d'un enclos de 1,53 ha dont l'accès est interdit par une clôture.

## Histoire du site et de la réserve

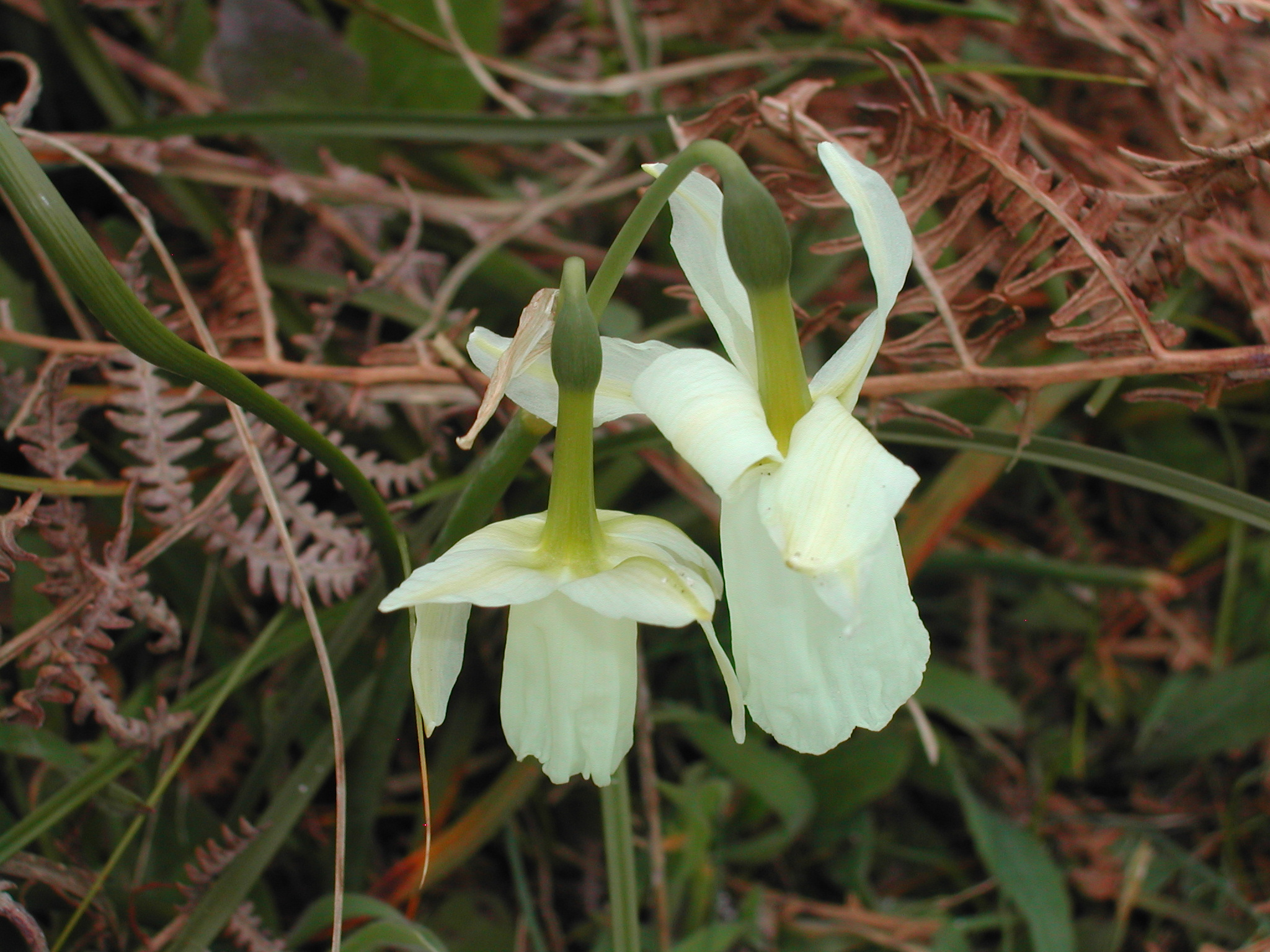
Narcisse des Glénan.

La réserve naturelle a été créée pour protéger le narcisse des Glénan, identifié en 1803 et considéré comme une sous-espèce endémique de l’archipel.
La création de la réserve naturelle avec son enclos d'accès interdit a failli entraîner la disparition complète du narcisse des Glénan : l'arrêt du piétinement et la poussée de la lande à fougères et ajoncs furent néfastes à la reproduction par graines (et non par bulbes) de la plante.
En 1985, la réserve fut débroussaillée et la population de narcisse se remit à augmenter. Le maintien en pelouse rase est assuré désormais, soit par débroussaillage, soit par des animaux pâturant la réserve (moutons à l'origine, puis poneys et ânes).
On peut désormais affirmer que la survie du narcisse est assurée avec un dénombrement de 144 000 pieds fleuris en 2003 et environ 150 000 pieds en 2010.

## Écologie (biodiversité, intérêt écopaysager…)
Iles et îlots correspondent à l'affleurement d'un granite clair, à mica blanc, ici et là recouvert de dépôts sableux dunaires plus ou moins enrichis en calcaire, en raison de la présence de nombreux débris d'une algue rouge, le maërl, ou lithothame, formant d'importants bancs sous-marins, à proximité.

### Flore

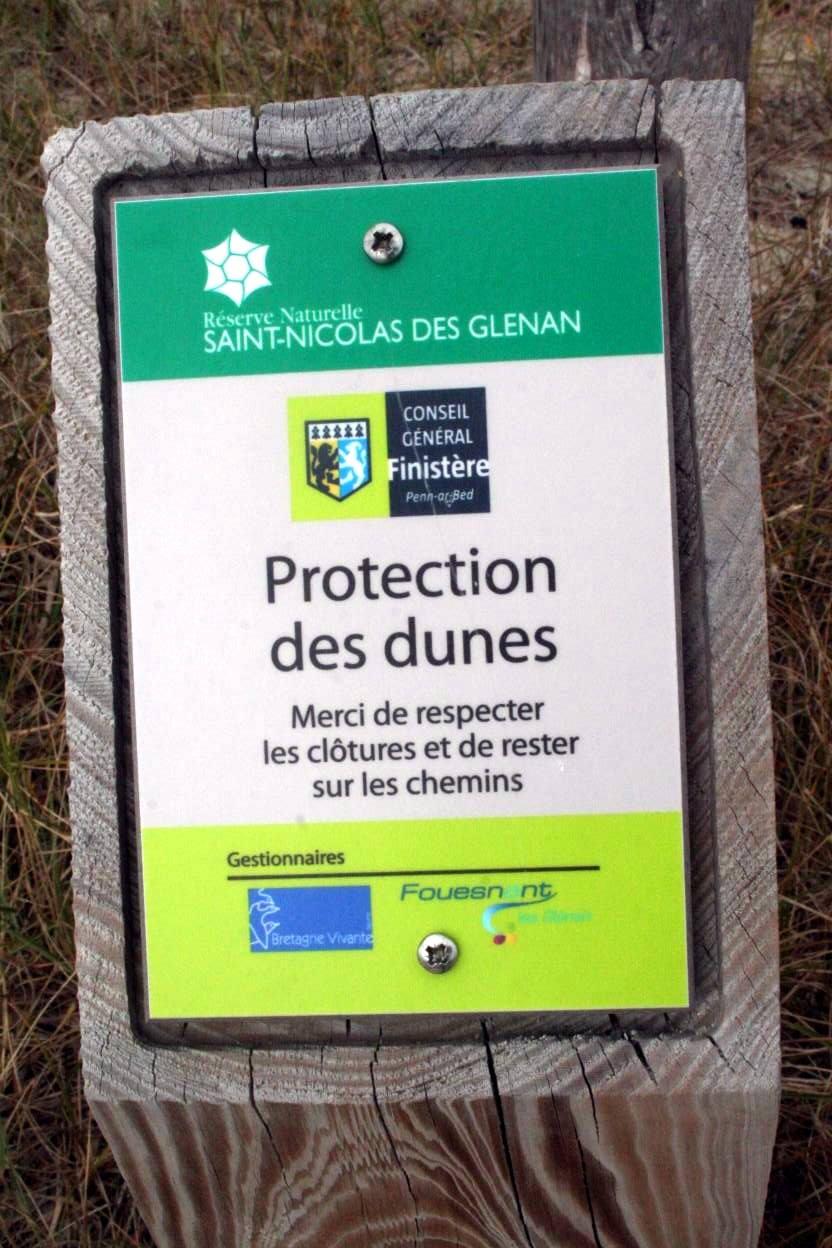
Panneau de balisage.

Outre le narcisse endémique dont l'essentiel de la floraison ayant lieu fin mars début avril, on trouve sur le site le Crépide bulbeux, 
le Chou marin, le Panicaut maritime, la Linaire des sables, la Bourrache des dunes et l'Isoète des sables.
Le narcisse n'est pas cantonné dans la réserve naturelle, il est aussi localisé sur des stations isolées : îlots du Veau, de la Tombe, Brunec et l'ouest de Saint-Nicolas. Le maintien de la diversité de ses habitats suppose la préservation de l'ensemble des stations de l'archipel. Le mode reproducteur de ce narcisse (des graines assez lourdes d'où le développement en touffe malgré la quasi-absence de production de bulbilles) ne favorise pas les échanges entre populations de différents îlots.

### Faune
Parmi les oiseaux fréquentant le site, on trouve les Goélands argenté, brun et marin, le Cormoran huppé, le Tadorne de Belon, le Gravelot à collier interrompu, l'Huîtrier pie…

## Intérêt touristique et pédagogique
L'accès à l'enclos est interdit. Des sorties découverte sont organisées en juillet-août.

## Administration
Elle a été confiée à l'association Bretagne Vivante - SEPNB en 1984, sous l'autorité du ministère chargé de l'environnement via la DIREN (devenue DREAL.
Le siège de l'administration est basé dans la commune de Trégunc.

### Outils et statut juridique
La réserve naturelle a été créée par un arrêté ministériel du 18 avril 1974.